# Максвелл-Пирсон, Стефани
Стефани Максвелл-Пирсон (англ. Stephanie Maxwell-Pierson; род. 4 января 1964, Сомервилл, Нью-Джерси) — американская гребчиха, выступавшая за сборную США по академической гребле в конце 1980-х — начале 1990-х годов. Бронзовая призёрка летних Олимпийских игр в Барселоне, обладательница четырёх серебряных медалей чемпионатов мира, серебряная призёрка Игр доброй воли в Сиэтле, победительница многих регат национального и международного значения.

## Биография
Родилась 6 января 1964 года в городе Сомервилл округа Сомерсет, штат Нью-Джерси.
Занималась академической греблей во время обучения в Корнеллском университете, где получила специальность управляющей гостиничным хозяйством. Впоследствии была введена в Зал славы спорта Корнеллского университета.
Первого серьёзного успеха на взрослом международном уровне добилась в сезоне 1987 года, когда вошла в основной состав американской национальной сборной и побывала на чемпионате мира в Копенгагене, откуда привезла награду серебряного достоинства, выигранную в распашных рулевых восьмёрках — пропустила вперёд только экипаж из Румынии.
Находясь в числе лидеров гребной команды США, благополучно прошла отбор на летние Олимпийские игры 1988 года в Сеуле, однако здесь попасть в число призёров не смогла, заняла в восьмёрках шестое место.
После сеульской Олимпиады осталась в составе американской национальной сборной на ещё один олимпийский цикл и продолжила принимать участие в крупнейших международных регатах. Так, в 1989 году в безрульных двойках выступила на мировом первенстве в Бледе, где показала в финале четвёртый результат.
В 1990 году на чемпионате мира в Тасмании дважды поднималась на пьедестал почёта: получила серебро в безрульных двойках и в рулевых восьмёрках. Также в этом сезоне отметилась выступлением на Играх доброй воли в Сиэтле, где стала серебряной призёркой в двойках и пришла к финишу шестой в восьмёрках.
На мировом первенстве 1991 года в Вене выиграла серебряную медаль в программе безрульных четвёрок, уступив в финале только канадским спортсменкам.
Благодаря череде удачных выступлений удостоилась права защищать честь страны на Олимпийских играх 1992 года в Барселоне. Вместе с напарницей Анной Ситон пришла здесь к финишу третьей позади команд из Канады и Германии — тем самым завоевала бронзовую олимпийскую медаль.
За свою долгую спортивную карьеру Максвелл-Пирсон в общей сложности шесть раз попадала в число призёров на Люцернской международной регате. В 1995 году состояла в первой чисто женской команде, боровшейся за Кубок Америки по гребле.
Завершив спортивную карьеру, работала по специальности в компании Embassy Suites Hotels в Филадельфии.